# Debate pessoa-situação
O debate pessoa-situação na psicologia da personalidade se refere à controvérsia sobre se a pessoa ou a situação é mais influente na determinação do comportamento de uma pessoa. Os psicólogos de traços de personalidade acreditam que a personalidade de uma pessoa é relativamente consistente em todas as situações. Os situacionistas, oponentes da abordagem dos traços, argumentam que as pessoas não são consistentes o suficiente de uma situação para outra para serem caracterizadas por traços de personalidade amplos. O debate também é uma discussão importante no estudo da psicologia social, pois ambos os tópicos abordam as várias maneiras pelas quais uma pessoa pode reagir a uma determinada situação.

## Contexto
O interesse em determinar se havia alguma generalidade no comportamento começou nas décadas de 1920 e 1930. Gordon Allport e Henry Murray apoiaram a ideia de uma personalidade consistente com influências situacionais ocasionais. Allport observou que "os traços tornam-se previsíveis na medida em que as identidades em situações de estímulo são previsíveis". Outros, como Edward Thorndike, viam o comportamento como uma composição de respostas que um indivíduo tem às situações. 
Em 1968, Walter Mischel publicou um livro chamado Personalidade e Avaliação alegando que o comportamento é muito inconsistente entre situações para ser classificado com traços de personalidade. Ele afirmou:
"...com a possível excepção da inteligência, não foram demonstradas consistências comportamentais altamente generalizadas, e o conceito de traços de personalidade como disposições amplas é, portanto, insustentável":146
Segundo David C. Funder, o livro de Mischel levantou três questões principais:
- A personalidade é consistente e supera influências situacionais?
- As intuições das pessoas sobre as personalidades umas das outras são geralmente falhas ou geralmente corretas?
- Se a personalidade é realmente tão consistente, por que os psicólogos continuam a discutir sobre esta questão?

Mais recentemente, Mischel retirou algumas das suas afirmações originais, protestando que alguns psicólogos interpretaram mal o seu argumento, dizendo que ele acredita que a personalidade não existe. 

## Direções atuais
O livro de Mischel levantou questões importantes sobre conceitos e medidas de traços na pesquisa psicológica. Investigadores como Douglas Kenrick e Funder observam que a controvérsia é benéfica para a investigação científica porque ajuda a reduzir hipóteses concorrentes.
A maioria dos pesquisadores de personalidade concluiu que tanto a pessoa quanto a situação contribuem para o comportamento. Especificamente, as variáveis situacionais são mais conclusivas quando se trata de prever o comportamento em situações específicas, enquanto os traços são mais descritivos de padrões de comportamento que influenciam o comportamento em diferentes situações.  Alguns investigadores sugeriram a possibilidade de factores situacionais (como papéis sociais) suscitarem objectivos específicos da situação que influenciam o desenvolvimento de traços de personalidade.  Por outro lado, pesquisas recentes descobriram que traços específicos de cada pessoa (como emoções de realização), que são desenvolvidos por traços de personalidade, podem contribuir para a forma como alguém percebe e age em uma situação. 

### Interacionismo
A perspectiva interacionista reconhece que o efeito da personalidade depende da situação e que as situações são afetadas pelas personalidades das pessoas presentes. O interacionismo também reconhece que as pessoas frequentemente escolhem situações que refletem suas personalidades.  Um dos muitos pesquisadores do interacionismo, David M. Buss, introduziu a ideia de que pessoas e situações interagem de três maneiras diferentes:
- O efeito da personalidade no comportamento depende da situação e vice-versa
- Certas pessoas normalmente se encontram em certas situações, dependendo de sua personalidade
- As pessoas mudam as situações pela forma como agem e pelo que fazem nessas situações.